# Thera costovata
Thera costovata är en fjärilsart som beskrevs av Vorbrodt 1917. Thera costovata ingår i släktet Thera och familjen mätare. Inga underarter finns listade i Catalogue of Life.